# Hermann Grassmann
Hermann Günther Grassmann (ur. 15 kwietnia 1809 w Szczecinie, zm. 26 września 1877 tamże) – niemiecki polihistor: pedagog, wydawca, językoznawca, matematyk i fizyk. W swoich czasach był znany głównie jako językoznawca, ale później doceniony też jako matematyk.